# قلمرو سانو
قلمرو سانو (به ژاپنی: 佐野藩, Sano-han) یک قلمرو فئودالی یا هان (ژاپن) تحت حکومت شوگون‌سالاری توکوگاوا در دوره ادو ژاپن بود که در ولایت شیموتسوکه (استان توچیگی امروزی)، ژاپن واقع شده بود.